# Dan-Anders Sundman
Dan-Anders "Danne" Sundman, född 6.12.1973, död 24.11.2018, var en åländsk politiker. Sundman utbildade sig till ingenjör inom energiteknik och inledde sin politiska karriär 1995. Som 23-åring blev Sundman 1996 vald till partiledare för partiet Obunden samling. Sundman var ledamot av Ålands lagting 1995-2015. Under åren 1999-2001 var han kansli- och it-minister i Ålands landskapsstyrelse. Under sin ämbetsperiod var Sundman del av arbetet med ett avtal med Ericsson i syfte att bygga upp Ålands första nät för tredje generationens mobiltelefoninät. Sundman har även suttit i ett antal politiska styrelser och kommittéer. 
I augusti 2005 uppmärksammades Sundman då han lånat en sportbil av en bekant och körde av vägen, varvid fordonet förstördes. Olyckan samt påföljande rättegång fick stor uppmärksamhet i åländska media. Tingsrätten på Åland dömde 28 juni 2006 Sundman till dagsböter men domen överklagades av både kärande och svarande. Efter att åklagaren dragit tillbaka sitt besvär i september 2007 frikänns Sundman slutligt från grovt äventyrande av trafiksäkerheten eftersom tingsrättens dom då vinner laga kraft. 
2014 och 2018 var han Sommarpratare i Ålands Radio.
Danne Sundman avled i sviterna av cancer den 24 november 2018.